# Esposizione di Derby del 1839

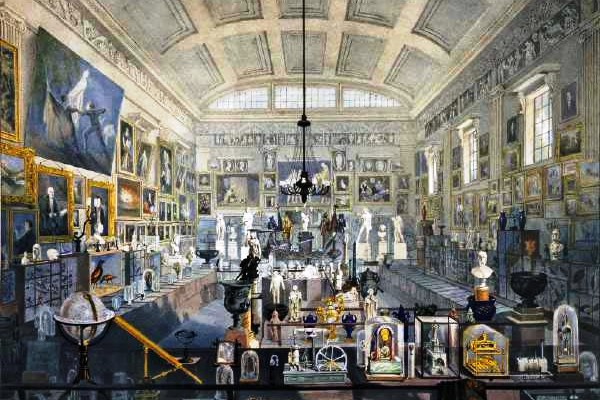
L'Esposizione come raffigurata da Samuel Rayner, oggi nel Derby Museum and Art Gallery.

La Esposizione di Derby del 1839 è stata la prima mostra tenuta a Derby, svoltasi presso il Mechanics' Institute, poi noto come Albert Hall. La mostra era in linea con i valori fondanti dell'Istituto, che aveva organizzato una vasta gamma di eventi dal 1825 che comprendevano lezioni, concerti e mostre, al fine di estendere la diffusione della conoscenza tra il popolo di Derby. La mostra seguiva la prima organizzata dal Mechanics' Institute di Manchester nel 1837; quella di Derby fu una delle tante che furono organizzate in quell'anno nelle città industriali inglesi. La mostra di Derby ebbe un impatto profondo e fu uno dei fattori che determinano la fondazione del Museo e della Biblioteca nel 1878, che oggi possiede molti degli oggetti della mostra, rappresentando una parte significativa della collezione.
La mostra fu organizzata per pagare l'aula di lettura che era appena stata aggiunta nel 1837 ai locali dell'Istituto: attirò oltre 96 000 persone e questo rese più solida la base finanziaria dell'Istituto.
La mostra è il tema di una litografia a colori tratta da un dipinto di Samuel Rayner. Questa stampa mostra l'Aula Magna, che era il salone principale dell'Istituto, descritta all'epoca come "in stile greco... con un bel lampadario... e molti dipinti di valore". Intorno alla parte superiore della camera c'è un fregio simile all'opera di John Henning. Più di mille gli oggetti esposti tra cui molti che appartenevano al filantropo Joseph Strutt , divisi in una varietà di categorie: dipinti di Joseph Wright of Derby (Romeo e Giulietta: la scena della tomba  è visibile sulla parete di fondo, verso sinistra), strumenti scientifici, fossili, una noce di cocco...
La mostra di Derby fu ammirata dai simili Istituti di Leicester e Nottingham, che organizzarono una mostra simile l'anno seguente e furono in grado di noleggiare un treno sulla linea ferroviaria aperta di recente per portare i loro soci ad una escursione in treno.